# Марченко Олена Павлівна
Оле́на Па́влівна Ма́рченко (14 жовтня 1979, Пустовійтівка) — українська поетеса, член Національної спілки письменників України, літературної спілки «Чернігів», Спілки письменників Росії, Національної спілки журналістів України, Спілки журналістів Росії, Російської творчої спілки працівників культури.

## З життєпису
Працювала головним спеціалістом відділу культури і мистецтв в Національному культурному центрі України в Москві.
Вищу освіту здобула на філологічному факультеті Ніжинського державного університету імені Миколи Гоголя.
Призер конкурсу «Таланти твої, Україно-1995», переможець Чернігівського обласного літературного конкурсу для дітей та молоді (2000), дипломант Міжнародного конкурсу найкращих творів молодих українських літераторів «Гранослов-2007», володар нагороди «Сребърно летящее перо» Міжнародного фестивалю поезії «Славянска прегръдка-2015».
Автор книг віршів «Восьма нота для тебе» (2006), «Музей людей» (2009), «ДПТ» (2013), «Документи в порядку? Поїхали» (публіцистика та поезія, 2012).
Співавтор книги «Національний культурний центр України — Шевченків дім у Москві» (2014).